# ريوليت

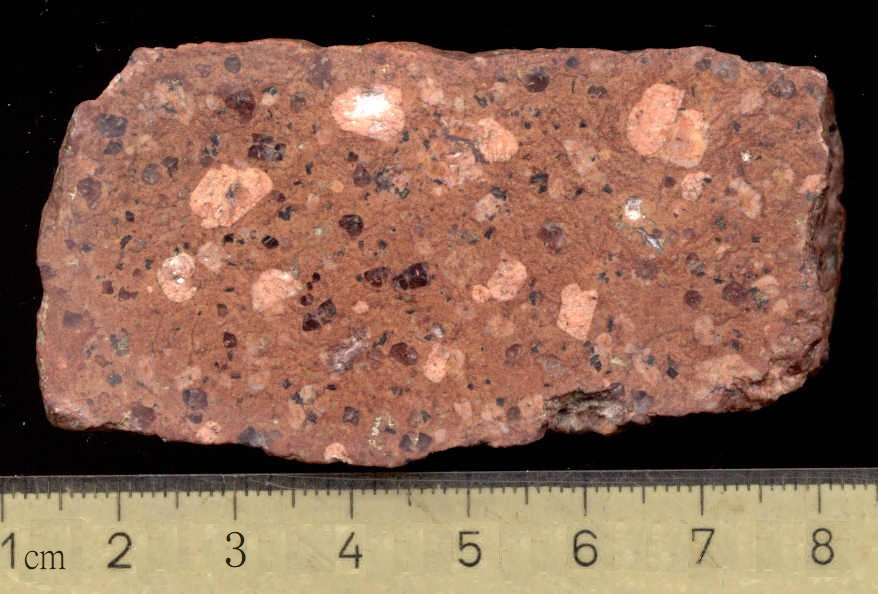
ريوليت من منطقة لوبيونر ، ألمانيا.

ريوليت (بالإنجليزية: Rhyolite) هو صخر نابط ناري بركاني، يتميز بتكوينه الغني بالسيليكا بنسبة أكبر من 69% SiO2. ويحتوي الريوليت في العادة على الكوارتز وقلوي وفلدسبار.

## أماكن تواجده

### أمريكا
- أنديز
- كاسكيد رينج[1]
- جبال روكي
- ريولايت والتي سميت بعد اكتشاف رواسب الريوليت والتي تميز المنطقة.[2]
- جبال سانت فرانسوا
- ماتشياسبورت (مين)[3]

## الاسم
اسم الريوليت دخل إلى العلم من خلال العالم الجيولوجي الألماني فرديناند فون ريشتهوفن بعد رحلاته في جبال روكي في 1860.

## اقرأ أيضا
- صخر نابط
- انفجار بركاني
- انبثاق بركاني
- بركان طبقي
- بركان درعي
- بركان تصدعي
- صهارة
- صخر ناري
- لوافظ ايسلندا
- بركان كليفلاند ألاسكا